# Nejstarší české pověsti

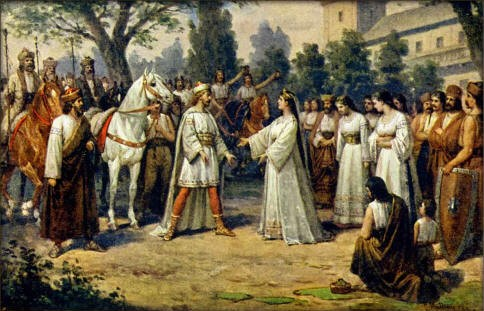
Josef Mathauser, Přemysl vítán Libuší

Nejstarší české pověsti jsou soubor příběhů historického a epického charakteru nejstarších dějinách českého kmene a přemyslovské dynastie, zaznamenaný ve středověkých kronikách a legendách. Nejstarším pramenem těchto příběhů, ovšem velmi stručným, je Kristiánova legenda z konce 10. století. Kosmova kronika z počátku 12. století již obsahuje rozvinuté vyprávění a většinu motivů známých z pozdějších zpracování této látky. Dalším významným zpracováním je Dalimilova kronika z počátku 14. století a Hájkova kronika z první poloviny 16. století.
Pod vlivem stejnojmenného populárního díla Aloise Jiráska jsou známy jako „staré pověsti české“, které však zahrnují mezi tuto látku několik příběhů vzniklých několik století po napsání Kosmovy kroniky a obsahují i řadu dalších odlišností. Jiráskova verze, vedle několika dalších pozdních zpracování, však zafixovala podobu této látky v českém povědomí.
Část z těchto pověstí představuje také zakladatelský mýtus přemyslovské dynastie a českého státu. Události tohoto mýtu se odehrávají v středních a severozápadních Čechách, tedy na území ovládaném ranými Přemyslovci, případně jejich spojenci a soupeři.

## Původ
Otázka původu příběhů a motivů v nejstarších českých pověstech představuje předmět sporů. Tradiční výklad je chápe jako historické události přežívající v lidovém povědomí, kde byly obohaceny o fantastické prvky, které byly zaznamenány Kosmou a jeho následovníky. Tato pozice byla zaujímána i českými marxisty, například Zdeňkem Nejedlým, kteří považovali příběhy o Libušinu soudu a dívčí válce za vzpomínku na matriarchát.
Existuje však také řada výkladů odmítající historické jádro pověstí. Část badatelů v první polovině 20. století, například Aleksander Brückner a Rudolf Turek, považovala v duchu pozitivismu Kosmovo vyprávění o předkřesťanských dějinách Čech za literární fikci inspirovanou antickými předlohami. Výklad starých českých pověstí jako transformací mýtů pohanských a pokus o jejich výklad psychologický přinesl Záviš Kalandra v druhém díle svého Českého pohanství.
Lidový původ, ale nikoliv historicitu, pověstem přiznali na přelomu 20. a 21. století Zdeněk Váňa a Dušan Třeštík chápající tyto příběhy jako literární zpracování české archaické mytické tradice, která poté zanikla. Naopak Vladimír Karbusický v 60. letech 20. století odvodil řadu motivů z dvorské epiky.